# Najdorfův systém
Najdorfův systém je varianta šachového zahájení sicilské obrany. Začíná tahy
1. e4 c5
2. Jf3 d6
3. d4 cxd4
4. Jxd4 Jf6
5. Jc3 a6

Je všeobecně uznávána jako jedna z nejostřejších a nejsložitějších variant v šachu vůbec. Proslavili ji především Robert J. Fischer a Garri Kasparov. Jméno nese po argentinském šachistovi polského a židovského původu Migueli Najdorfovi, i když před ním ji používal a možná i vymyslel český hráč Karel Opočenský.[zdroj⁠?!]
V šestém tahu bílý nejčastěji pokračuje 6. Sg5, přičemž hlavní varianta pokračuje nejčastěji 6… e6 8. f4, kde má černý více možných reakcí, bílý může zvolit však i pozičnější 6. Se2 či 6. Se3, hrané je i 6. f4 a 6. Sc4. Černý dle situace upevní centrum tahy e6 či e5, následně většinou vyvine druhého jezdce a zbylé dva střelce (černopolného ve většině případů na e7, bělopolného na b7 či d7).